# Деларю, Михаил Данилович (поэт)
Михаил Данилович Деларю́ (1811—1868) — русский поэт пушкинского периода.

## Биография
Родился в семье начальника архива инспекторского департамента Главного штаба Данилы Андреевича Деларю. В 1820 году был определён в Царскосельский лицейский пансион, в 1823 году переведен в Императорский Царскосельский лицей, который окончил в 1829 году с серебряной медалью и был выпущен в гражданскую службу в чине IX класса, высшего, из определённых для выпускников этого учебного заведения.
С 12 августа 1829 года служил чиновником в департаменте государственного хозяйства и публичных зданий министерства внутренних дел, с апреля 1830 года — старшим помощником столоначальника, в 1832 году — столоначальником. В феврале 1833 года переведён секретарём в канцелярию военного министерства. Произведён за выслугу установленных лет в коллежские асессоры, со старшинством — с 29 июня 1833 года. Удостоен награждения Высочайшим подарком в 1000 рублей в апреле 1834 года.
В 1834 году Деларю сделал перевод стихотворения Гюго «Красавица», где допустил «неприличные выражения», заключающие «дерзкие мечты быть царём и даже Богом». Вследствие этого император повелел 19 декабря 1834 года принять меры относительно чиновника Деларю. 19 декабря 1834 года граф Чернышёв, сделал выговор Деларю и отдал приказ о его увольнении для определения к другим делам, в тот же день сам Деларю подал прошение об отставке.
В 1835 году Деларю уехал в Казань. Здесь он стал постоянным посетителем литературного салона писательницы А. А. Фукс. Участвовал во встречах лицеистов, переписывался с директором лицея Е. А. Энгельгардтом.
В 1837 году, благодаря ходатайству друзей и знакомых, таких как Д. М. и А. М. Княжевичи и Я. И. Ростовцев, он был переведён по службе в Одессу: с 1 декабря 1837 года был  инспектором классов в Ришельевском лицее.
В 1841 году из-за пошатнувшегося здоровья и служебных неурядиц Деларю вышел в отставку, получив чин статского советника. Поселился в своём имении под Харьковом. Потом переехал в Харьков. Умер в ночь с 23 на 24 февраля 1868 года в Харькове.
Отец Даниила Михайловича Деларю (1839—1905), математика.

## Творчество
Писать стихи начал ещё будучи лицеистом. Хорошо зная древние языки и классическую поэзию, делал переводы древних классиков. Дебютировал в печати в 1829 году с переводом поэмы Овидия «Превращение Дафны».
В юношеские годы познакомился с посещавшим Лицей Пушкиным, который, прочитав стихи Деларю, «ободрил молодого поэта». Правда, впоследствии Пушкин в 1831 году высказался о творчестве Деларю весьма критически, в письме к П. А. Плетневу: 

«Деларю слишком гладко, слишком правильно, слишком чопорно пишет для молодого лицеиста. В нем не вижу я ни капли творчества, а много искусства…Впрочем, может быть он и разовьется».
Деларю был дружен с А. А. Дельвигом, поэзия которого была ему близка и оказала на него большое влияние. А. А, Дельвиг в письме к молодому поэту отмечал: 

«Пишите, милый друг, доверяйтесь вашей Музе, она не обманщица, она дама очень хорошего тона и может блестеть собственными, не заимствованными красотами».
Активно сотрудничал с альманахами Дельвига «Северные цветы», «Литературной газетой» и «Литературных прибавлениях», входил в дельвиговский кружок лицеистов разных выпусков.
После смерти Дельвига в 1831 году, Деларю надолго оставил поэзию, хотя и продолжал поддерживать связи с литературными кругами, сблизился с Пушкиным, помогая ему и Плетневу издать в пользу семьи Дельвига последний том альманаха «Северные цветы на 1832 год», а два года спустя оказывает Пушкину немаловажную услугу, утаив от А. Х. Бенкендорфа письмо поэта жене, пересланное в III Отделение московским почтдиректором А. Я. Булгаковым.

## Избранные произведения
- Падший серафим (1827)
- Город
- Сельская поэма (1829)
- Превращение Дафны (СПб., 1829)
- Сон и Смерть (СПб.,1831)
- Лизаньке Дельвиг
- Ангелу-хранителю (1837)
- сборник стихов «Опыты в стихах» (СПб., 1835)
- Песнь об ополчении Игоря, сына Святослава, внука Олегова (Одесса, 1839).

## Переводы

### ИзШиллера
- К музе («Чем бы я был без тебя, не знаю; но видеть ужасно…») (1835)
- Младенец в колыбели («Крошка! теперь для тебя колыбель как небо просторна…») (1835)

### Другие переводы
- Виктор Гюго, «Когда б я был царём всему земному миру…» (1834)
- Овидий, Четыре века («Перворождённый был век золотой; не из страха к отмщенью…») (1835)
- Вергилий, Буря (1837)
- Вергилий, Дидона (1837)
- Овидий, Ио (1839)
- Вергилий, Встреча Энея с Венерою (1839)
- Вергилий, Первое свидание Энея с Дидоной (1840)
- Овидий, Феэтон (1844)

Сын — Даниил Деларю (1839—1905), профессор механики и математики Харьковского университета.